# Pruimenroest
De pruimenroest (Tranzschelia discolor) is een schimmel behorend tot de Tranzscheliaceae. Deze heteroecische, biotrofe parasiet heeft de vegetatieve fase met uredinia en telia op Prunus, waaronder pruim, perzik, amandel en abrikoos. Op Anemone coronaria en Anemone × fulgens komt de generatieve fase voor met spermogonia en aecia. De pruimenroest lijkt veel op de sleedoornroest, die spermogonia en aecia op de gele anemoon heeft. Bij de sleedoornroest hebben de twee cellen van de teliospore dezelfde vorm, terwijl bij de pruimenroest de bovenste cel bolvormig, meer gekleurd en groter is en een dikkere wand heeft dan de onderste, meer langgerekte cel. 

## Beschrijving
Spermogonia en aecia
De kegelvormige, 150-250 µm grote spermogonia komen aan beide kanten van het blad en op de bladsteel verspreid voor als zwarte of bruine puntjes in goudgele, later zwarte vlekken. De bolvormige, transparante spermatiën zijn 2-3 µm groot. De bleke tot geelgroene, komvormige, 0,3-0,6 mm grote aecia komen op de achterkant van het blad voor en hebben een breed, parelwit peridium met 3-5 lobben. In het aecium zitten oranjegele sporenvormende parafysen. De ongeveer bolvormige of ellipsvormige, 18-21 × 15-18 µm grote, aeciosporen hebben een kleurloze tot goudachtige wand. De wand is 1-2 µm dik en vaak is deze aan de basis verdikt tot 2-4 µm. De wand is bijna glad, maar kan soms onregelmatig of zeer fijn wrattig zijn.
Uredinia
De  kaneelkleurige, 0,15-0,4 mm grote uredinia zitten op de achterkant van het blad en soms ook op de vruchten. Ze veroorzaken op de bladeren kleine gelige of bruinachtige, hoekige vlekjes. De kleurloze tot goudgele, 22-43 X 13-19 µm grote parafysen zijn knotsvormig en hebben een tot 20 µm grote kop. De steel is 4-6 µm breed en heeft een vaak tot boven  4 µm dikke wand. De eivormige, breed spoelvormige of knotsvormige urediniosporen zijn 22-43 × 13-19 µm groot en hebben een stekelige wand. De stekels staan 1-2 µm uit elkaar en ontbreken vaak aan de top van de spore. De sporen hebben een goudkleurige tot kaneelkleurige, 1-1,7 µm dikke zijwand. Bovenaan de spore is de wand tot 4-7 µm scherp verdikt. Daarnaast zijn er bolvormige of ovale, 12-25 µm grote  urediniosporen met kleine korte en gedrongen stekels op de wand. In de uredinia kunnen ook naast de urediniosporen teliosporen gevormd wprden.
Telia
De kastanjebruine tot zwartachtige, 1 mm grote telia lijken qua vorm op de uredinia. De telia kunnen zich ontwikkelen op vergelende bladeren die nog aan de boom vastzitten, maar vaker op afgevallen bladeren die nog niet vergaan zijn. De 2-cellige, bruine tot kastanjekleurige, 28-40 × 17-23 µm grote teliosporen laten gemakkelijk van elkaar los. De bovenste cel is ongeveer bolvormig en de onderste bolvormig of langwerpig. De met veel dicht op elkaar staande wratten bezette wand is aan de zijkanten 1-2,5 µm dik en bovenaan tot 2-4 µm dik. 

## Verspreiding
De pruimenroest komt voor in Europa, Noord-Amerika en Nieuw-Zeeland. In Nederland is de schimmel uiterst zeldzaam.

## Foto's

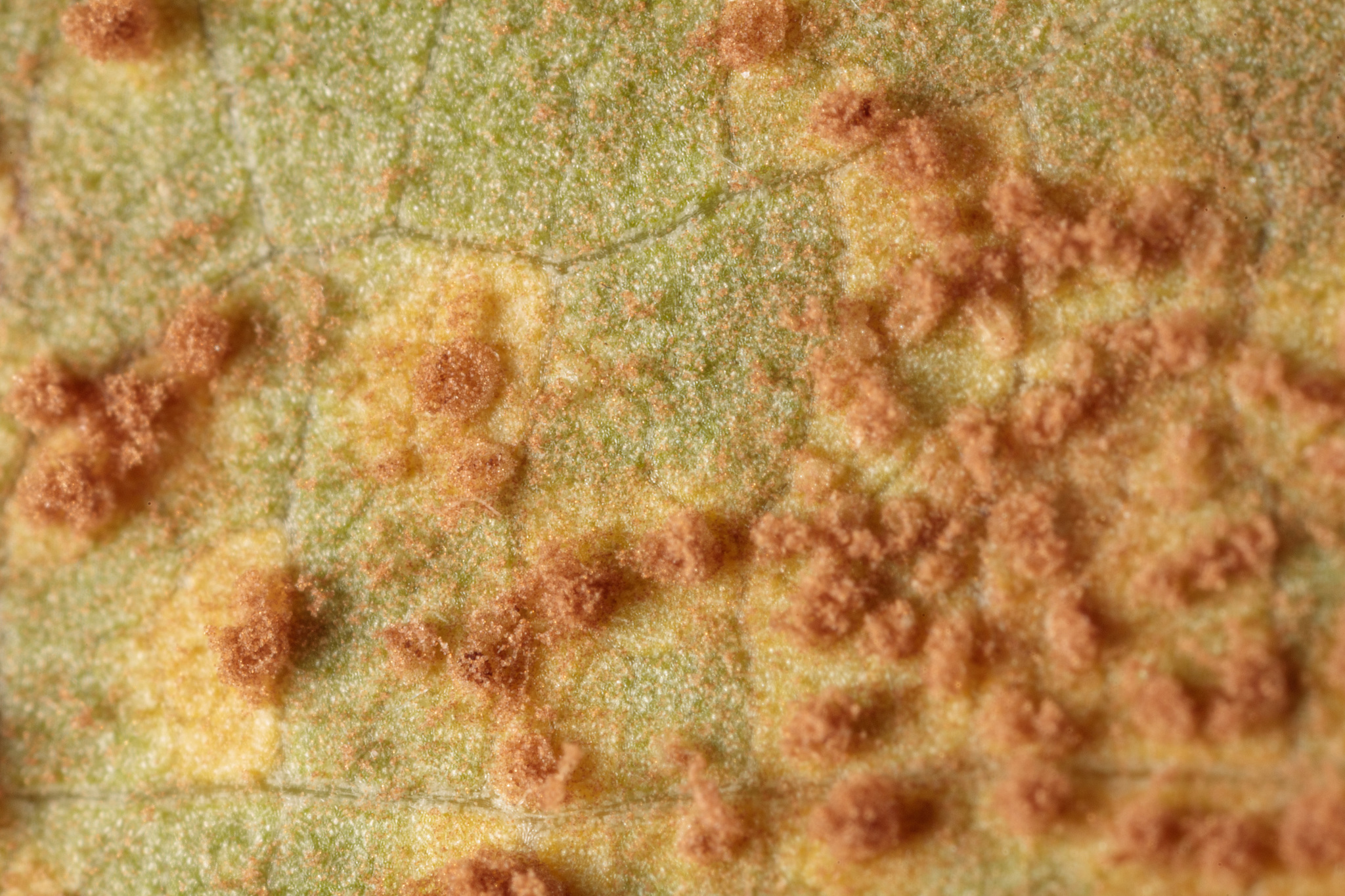
Uredinia op perzik
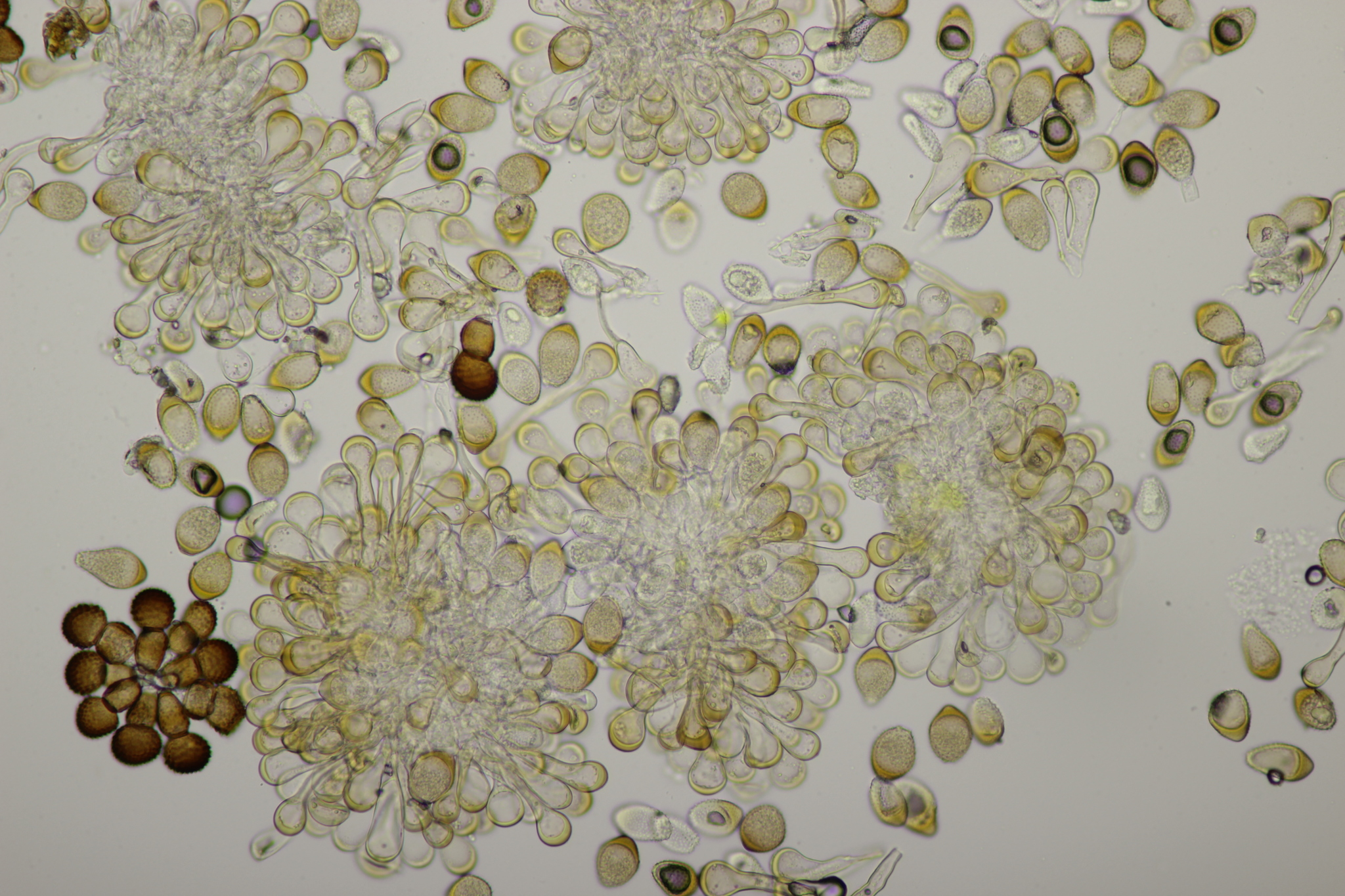
Uredinia en een telium op sleedoorn
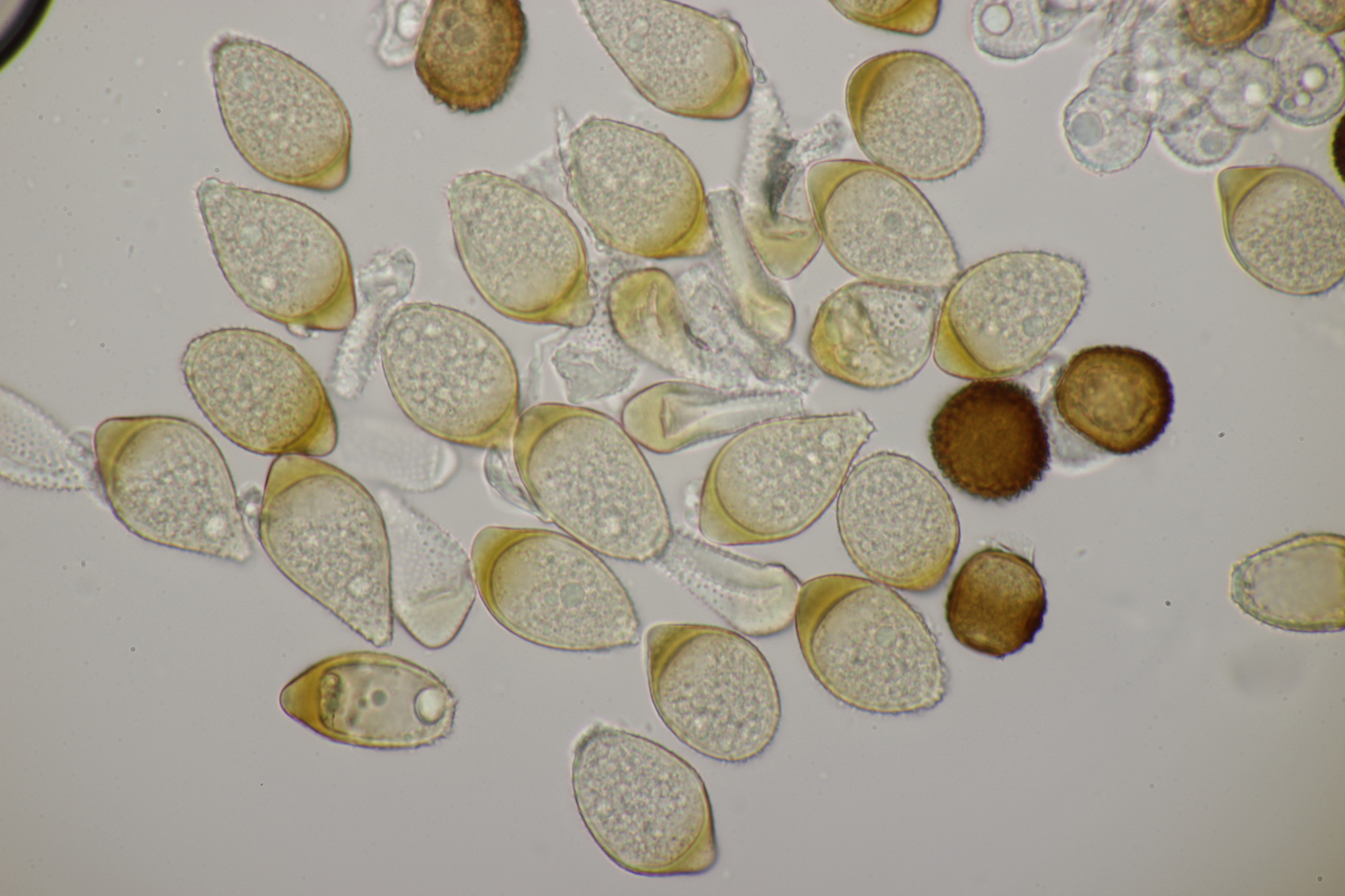
Urediniosporen op pruim
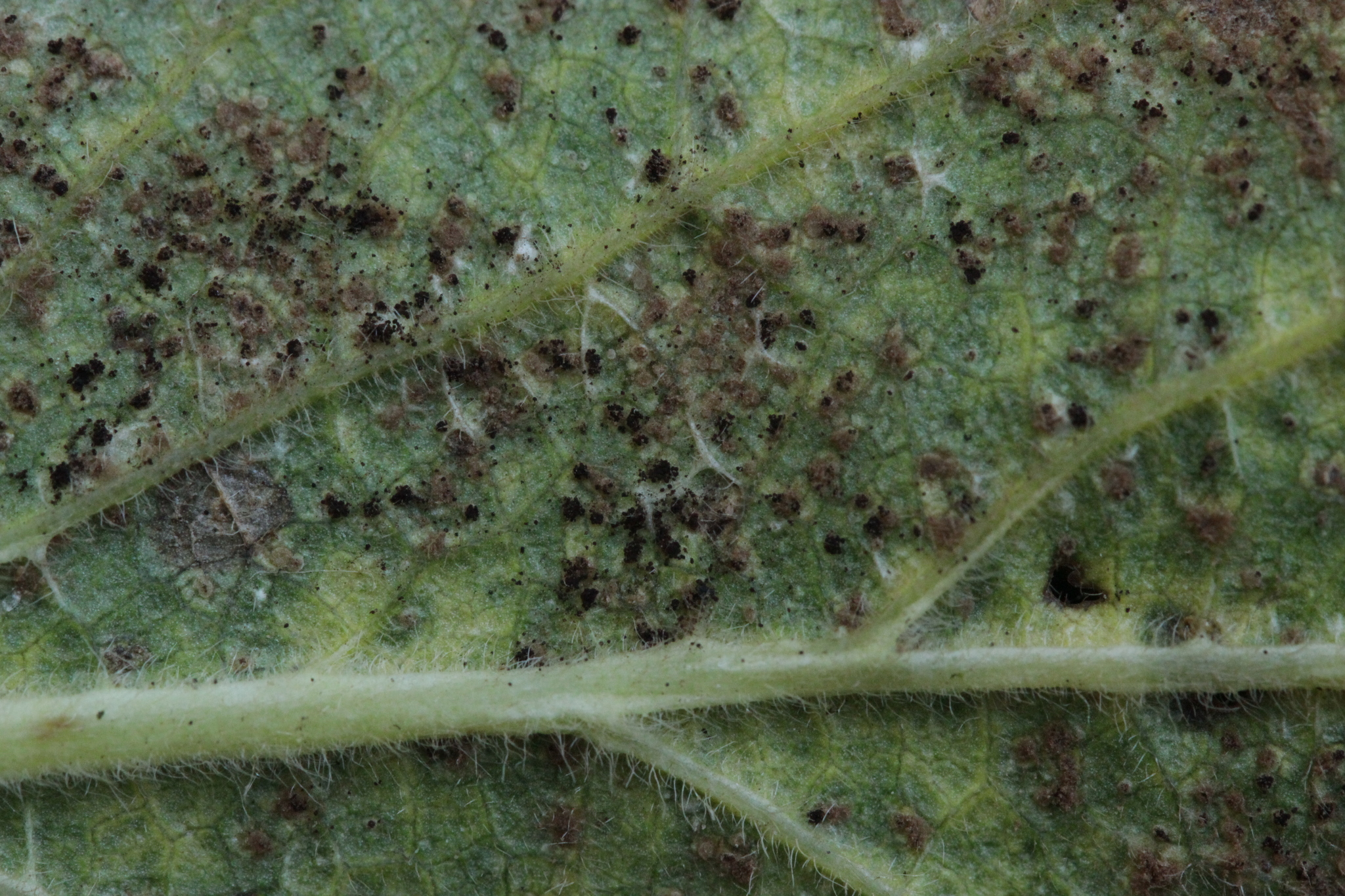
Telia op pruim
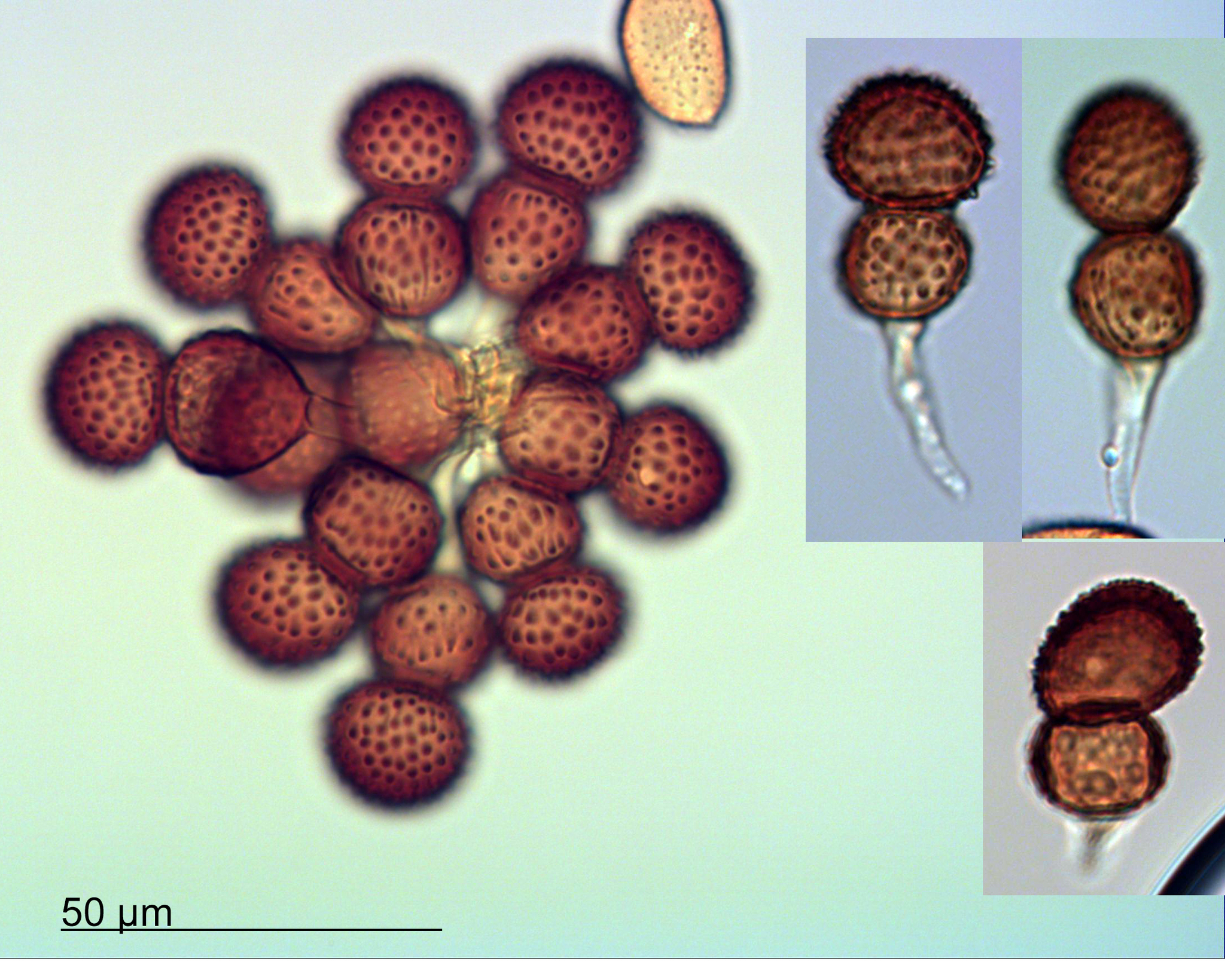
Teliosporen